# 索安河

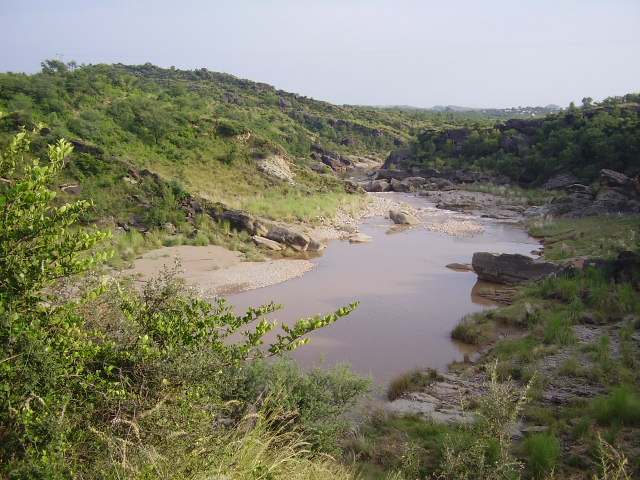
索安河

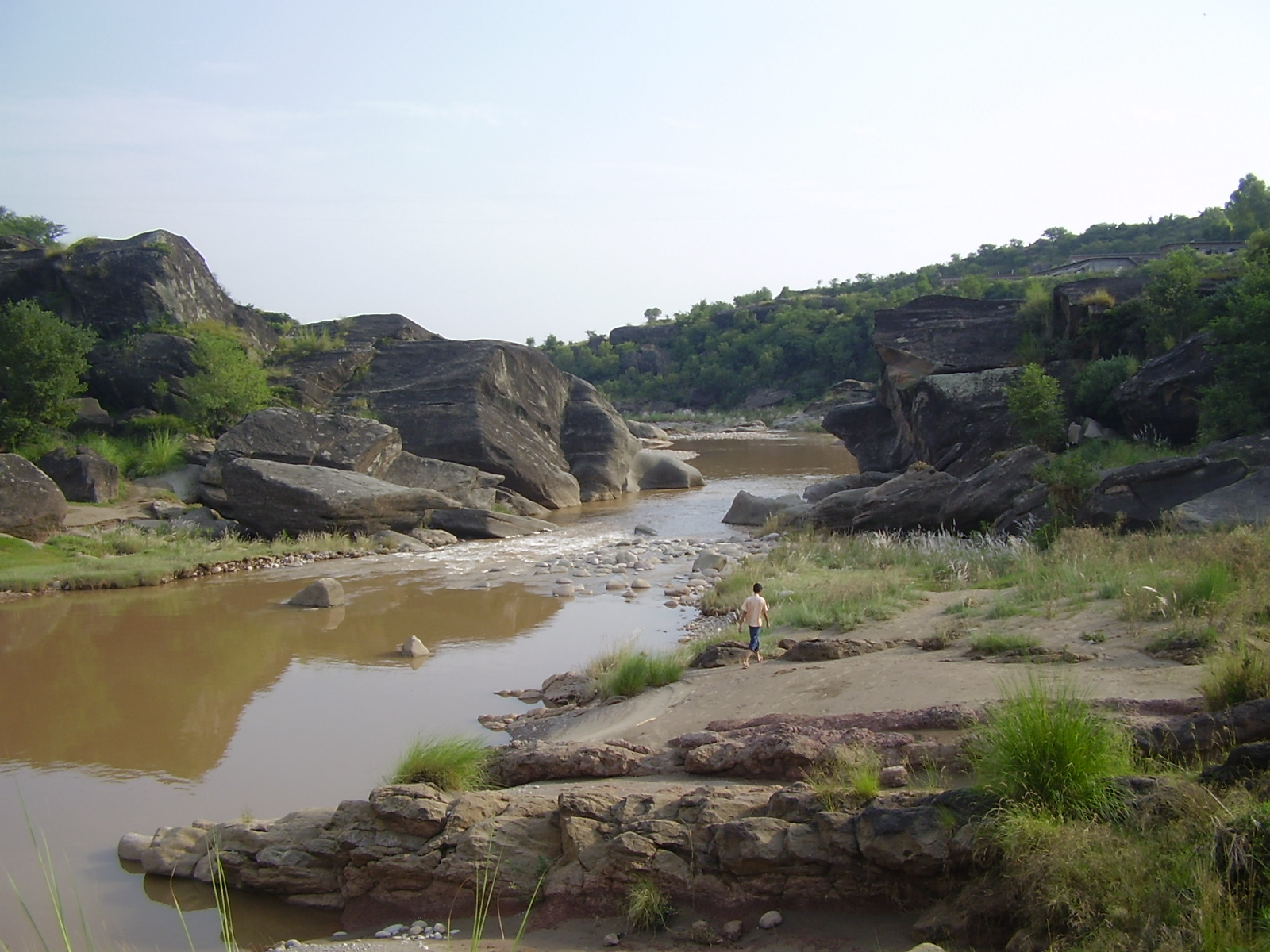
索安河的一個峽谷

索安河（Soan River），位於巴基斯坦旁遮普省，是印度河左岸的一條支流。
索安河是波托瓦爾高原的一條重要河流，匯集了高原上的諸多支流。它發源於避暑勝地穆里附近，幹流向西南流至金達拉附近，被西姆里壩攔截而形成水庫，供應首都伊斯蘭瑪巴德所需。續流至法瓦拉要塞附近，切穿了橫向山脈，形成極佳的天然地景。
索安河於錫哈拉納入左岸支流林溪，隨即穿過伊斯蘭瑪巴德高速公路著名的卡克普爾橋。續轉向西流至拉瓦爾品第東南郊區古爾瑞茲附近，先後匯集支流郭蘭河與萊溪（Lai Stream），並於兩個河口間穿過大幹道的索安橋。
幹流續流至甘達卡斯（Ganda Kass）附近與左岸支流潘尼安德河（Paneand River）匯集後，離開拉瓦爾品第縣境，並成為阿特克縣與恰夸爾縣的界河，最後成為阿特克縣與緬瓦利縣的界河，然後注入印度河。